# Luxurieren

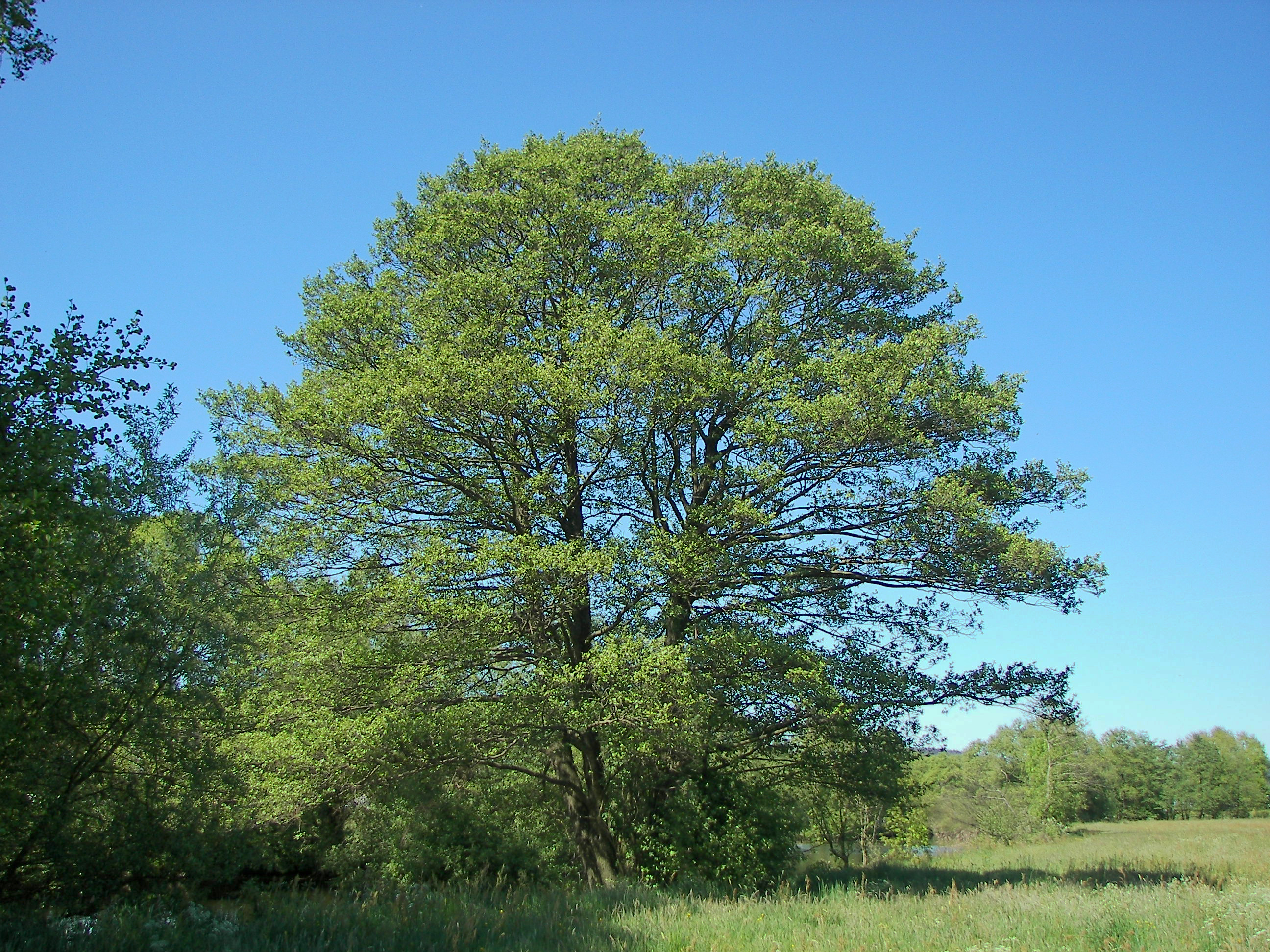
Die hier gezeigte Schwarz-Erle bildet mit der Grau-Erle luxurierende Hybride

Von Luxurieren spricht man bei Hybriden, wenn sie vom züchterischen Standpunkt in gewünschten Merkmalen die beiden Elternarten übertreffen. Solche Merkmale können die Produktivität, die Wüchsigkeit oder andere Eigenschaften sein. Man spricht dann vom Heterosis-Effekt. Ein Beispiel von luxurierendem Wachstum zeigt die Hybride Alnus incana × Alnus glutinosa zwischen Grau-Erle und Schwarz-Erle, die 16 % höher wird und einen 45 % größeren Brusthöhendurchmesser zeigt als die Grau-Erle und 12 % höher und 33 % stärker wird als die Schwarz-Erle.